# Eyrarbakkavegur
Der Eyrarbakkavegur ist eine Hauptstraße im Süden von Island. 
Sie zweigt in Selfoss östlich der Brücke über die Ölfusá in einem Kreisverkehr von der Ringstraße  nach Süden ab.
Innerorts heißt diese Straße Eyravegur.
Die Straße führt etwa 10 km weiter in südliche Richtung vorbei an den Zufahrten zum Flugplatz Selfoss und zum ehemalinen Flugplatz Kaldaðarnes, der im Zweiten Weltkrieg errichtet und genutzt wurde.
Dann biegt die Straße 34 in westliche Richtung ab.
Vor der Ortschaft Eyrarbakki liegt Islands größtes Gefängnis Litla-Hraun.
Hinter dem Ort überquert der Eyrarbakkavegur die Mündung die Ölfusá auf einer 360 m langen Brücke, die im Jahr 1988 fertiggestellt wurde. 
Er mündet in den Þorlákshafnarvegur  und ist auf seiner ganzen Länge von 24 km asphaltiert
Die Straße dient auch als Ausweichstrecke und zur Entlastung der Ölfussá-Brücke in Selfoss.
Von Osten kommend verkürzt der Eyrarbakkavegur die Strecke nach Þorlákshöfn um 28 km.